# Кевин Дюрант
Кевин Уейн Дюрант е американски професионален баскетболист, играещ за отбора на Финикс Сънс. Дюрант печели наградата за най-полезен играч на лигата за сезон 2013 – 2014, а същото така наградата за млад играч на годината и завършва четири сезона, като топ реализатор на лигата. Също така взима десет участия в мача на звездите.
Кевин Дюрант прекарва 9 сезона с екипа на Оклахома Сити Тъндър, преди да подпише с Голдън Стейт Уориърс през 2016 година, спечелвайки две шампионски титли през 2017 и 2018 година.
В колежанското първенство Дюрант играе за Тексаския университет, но участва само в един сезон, тъй като през 2007 е избран под номер две в драфта от отбора на Сиатъл Суперсоникс (сега Оклахома Сити Тъндър).

## Ранни години
Дюрант е роден на 29 септември, 1988 в семейството на Уанда Дюрант и Уейн Прат. Докато е още бебе, баща му изоставя семейството и голяма част от грижите за малкия Кевин са поверени на баба му Барбара. Докато е в гимназията, баща му се връща и често го подкрепя по време на мачове. Дюрант има сестра на име Бриана, както и двама братя, Тони и Рийвън.
В най-ранните си години е част от Аматьорската Атлетическа Лига, където негов съотборник е друг играч от НБА, Тай Лоусън, а двамата остават приятели и до днес. По това време Дюрант започва да носи номер 35 в памет на своя треньор Чарлз Крейг, убит на 35-годишна възраст.
След като две години е част от състава на Националната Християнска Академия и една година играе за отборът на Академия Оук Хил, Дюрант започва своят първи сезон в колежанското първенство на САЩ, като част от състава на Тексаския Университет.

## В колежанското първенство
Въпреки че играе в колежанското първенство само една година, Дюрант завършва като топ реализатор със средно 25.8 точки на мач и на края на сезона е отличен с редица награди. На 11 април Кевин Дюрант, официално е включен в драфта на НБА, а малко по-късно става част от отбора на Сиатъл.

## Извън терена
Дюрант притежава няколко имота в Оклахома Сити, а през 2013 отваря и свой собствен ространт '"Южняшката кухня на Кей Ди'". Сгоден е с професионалната баскетболистка Моника Райт, а през свободното си време обича да играе видео игри. Дюрант е силно вярващ, има религиозни татуировки по цялото си тяло и ходи на църква преди всеки мач.
Дюрант е един от най-добре платените спортисти в света, а новият му 5-годишен договор с Оклахома е на стойност $90 милиона. По-голямата част от приходите на Дюрант обаче идват от неговите спонсорски договори с гиганти като Найк, Панини, Дженеръл Електрик и 2k Спортс, а общият му доход само за 2015, възлиза на $54 милиона.